# 吉姆·巴戈特
吉姆·巴戈特（英語：James Edward Baggott，1957年3月2日—）是一位英国科普作家，生活在英格兰东南的雷丁，写作主题为物理学和科学史，主要作品有《完美的对称：富勒烯的意外发现》（Perfect Symmetry: The Accidental Discovery of Buckminsterfullerene），《量子空间：通往万物理论的新途径》（Quantum Space: Loop Quantum Gravity and the Search for the Structure of Space, Time, and the Universe）等。